# Miednica poprzecznie ścieśniona
Miednica poprzecznie ścieśniona – nieprawidłowy typ miednicy, powstały na skutek wady rozwojowej lub stanu zapalnego.
Istotą tej anomalii jest obustronny brak lub z jednej strony większy, a z drugiej mniejszy ubytek w skrzydłach kości krzyżowej. W ten sposób powstaje skrócenie wszystkich poprzecznych wymiarów miednicy, podczas gdy wymiar prosty pozostaje niezmieniony. Kość krzyżowa, zwężona, wyprostowana w wymiarze pionowym. Czworobok Michaelisa jest także zawężony. Przy dużym poprzecznym ścieśnieniu poród jest niemożliwy.